# أول بلوخ جنسن
أول بلوخ جنسن (بالدنماركية: Ole Bloch Jensen)‏ هو مجدف دنماركي، ولد في 26 فبراير 1943 في كوبنهاغن في الدنمارك.

## وصلات خارجية
- أول بلوخ جنسن على موقع الاتحاد الدولي للتجديف (الإنجليزية)
- أول بلوخ جنسن على موقع أوليمبيديا (الإنجليزية)